# 金泽水库
金泽水库位于中国上海市青浦区金泽镇西部、太浦河北岸，是上海四大水源地之一。金泽水库是上海市人民政府为改善黄浦江上游各水源地取水口过多、水质差的局面而建设的。金泽水库目前是上海四大水源地中唯一一座不使用长江水源而用黄浦江上游水源的水库。

## 历史
金泽水库于2016年12月29日向金山、奉贤和闵行供应原水，2017年3月和5月分别向青浦、松江两区供水，解决上述五区约670万上海市民的饮用水问题。

## 规模
利用金泽镇李家荡、乌家荡两个天然湖荡构建，库内布设沉水、挺水植物带，库岸采用生态石笼护砌等，构建生态水库并最大程度降低对周边环境影响。自流引水入库，李家荡、乌家荡两个主库区间根据不同功能保持着两米高度差。水库从太浦河引水，一路设置多重保障。进口设置拦污清污设施，引水河道设置入库沉淀区、微纳米充氧系统、生物接触氧化区、挺水植物带，构建水体与微生物充分接触的有效空间，达到混合增氧、强化净化的作用。
金泽水库库区水面积约为1.92平方公里，有效库容为817万立方米，近期规划原水供应规模达351万立方米/日。

## 功用
金泽水库是上海市的四大饮水水源之一，向青浦二水厂、青浦三水厂、松江一水厂、松江二水厂、小昆山水厂、金山一水厂、奉贤二水厂、奉贤三水厂、星火水厂、闵行二水厂、源江水厂供应原水，主要服务范围是金山、奉贤、松江全区，以及闵行和青浦的大部分地区。